# Pedaliante

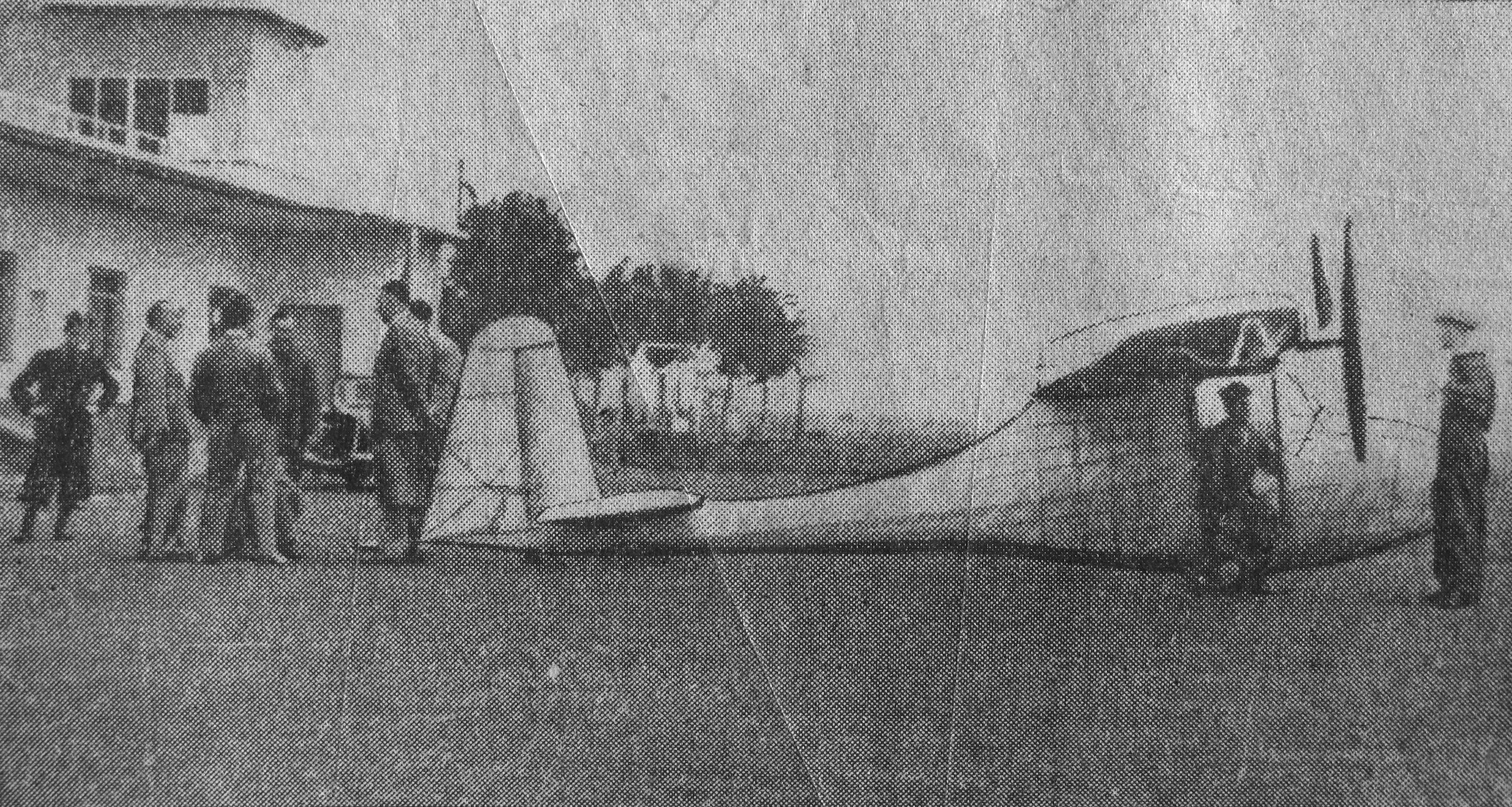
Pedaliante v roce 1937

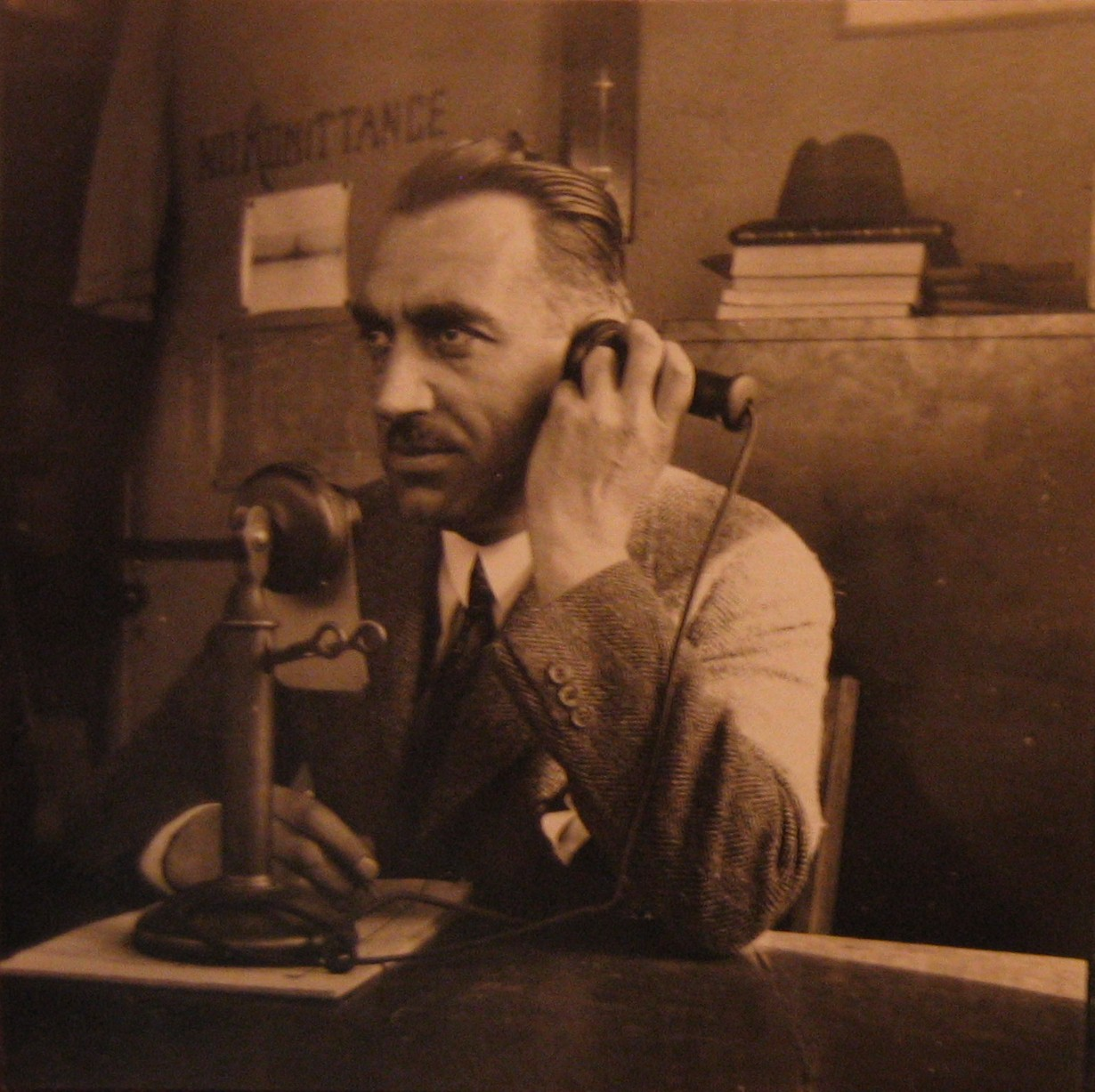
Enea Bossi v roce 1930

Pedaliante (celým názvem Bossi-Bonomi Pedaliante) z roku 1936 je jedno z prvních "letu" schopných letadel poháněných pouze lidskou silou. Konstrukci a stavbu provedli Enea Bossi (konstruktér) a Vittorio Bonomi (stavitel) z Itálie. Pedaliante v překladu z italštiny znamená Pedálový větroň.

## Historie
V roce 1933 vypsala německá Frankfurter Polytechnische Gesellschaft (Polytechnická společnost ve Frankfurtu) cenu na podporu vývoje letadla schopného přímého letu na vzdálenost 1 km pouze pomocí pohonu lidskou silou (podobná cena byla ovšem vypsána již před 1. světovou válkou Robertem Peugeotem ve Francii - viz Poulain-Farman). Snahy německých konstruktérů inspirovaly Italy a v roce 1936 vypsala italská vláda podobnou soutěž, kde nabídla cenu 100 000 lir pro italského občana, který dokáže sestrojit lidskou silou poháněné letadlo schopné uletět vzdálenost alespoň 1 km.
Z marných pokusů o získání některé z těchto cen byl do roku 1935 nejlepší německý HV-1 Mufli (jméno složeno ze slov Muskelkraft - síla svalů - a Flugzeug - letadlo) konstruktérů Helmuta Hasslera a Franze Villingera, který dokázal ulétnout vzdálenost 235 m (v roce 1937 pak pomocí katapultu ulétl 712 m).

## Stavba letadla
Italský konstruktér Enea Bossi při vývoji vycházel z větroně, který v roce 1932 úspěšně vzlétl bez cizí pomoci s motorem, jehož výkon byl pouze 0,75 kW (1 koňská síla - 1 hp). Výpočty té doby se shodovaly v tom, že pro úspěšný let je potřeba síla alespoň 0,7 kW (0,94 hp), tohoto výkonu je trénovaný člověk schopný po dobu několika sekund, alespoň krátký let tedy byl podle těchto výpočtů možný.
Při prvních testech nebyl ještě letoun, který se konstrukčně shodoval s větroněm, opatřen vrtulí. O vzlet se postaral profesionální cyklista, který jej za sebou táhl na laně. Další testy naopak proběhly bez letadla, s tříkolkou poháněnou nikoli klasickým převodem řetězem na zadní kolo, ale vrtulí. Zkušební jezdec dosáhl rychlosti 37 km/h. Výsledky obou testů potvrdily, že minimální rychlost potřebná pro let je opravdu dosažitelná. Při testu vrtulového pohonu ovšem bylo zjištěno, že vliv gyroskopického efektu vrtule způsobuje jízdní (a tedy pravděpodobně i letovou) nestabilitu. Pro jeho omezení proto bylo rozhodnuto o použití dvou vrtulí, otáčejících se proti sobě.

## Lety
Jako pilot a pohon pro Pedaliante byl počátkem roku 1936 vybrán major italské armády a mimořádně výkonný cyklista Emilio Casco. Již v první fázi testů dokázal s letadlem provést skok dlouhý 91,4 m. Pro zvýšení tahu pak byly prodlouženy vrtule na průměr 2,25 m, ale ani pak se nepodařilo přeletět hranici 1 km požadovanou pro získání ceny od italské vlády. Tuto hranici nakonec Casco s Pedaliante zvládl až pomocí startu katapultem, který udělil letounu základní výšku 9 m nad zemí. Tento let se uskutečnil 18. března 1937 na letišti Cinisello nedaleko Milána v Itálii. Přestože se jednalo o nejdelší let lidskou silou poháněného letadla té doby, nebyla mu právě kvůli použití katapultu cena uznána.
Celkem bylo s Pedaliante provedeno na 80 krátkých letů, z toho 43 bez pomoci katapultu. Na tom, že letadlo opravdu dokázalo vzlétnout pouze pomocí lidského pohonu měl ovšem velkou zásluhu právě Emilio Casco, který podle dochovaných pramenů vynikal mimořádnou silou.
Z konstrukce Pedaliante poté vycházeli další konstruktéři, ale skutečně létajícím "šlapoletem" byl až o 40 let později Gossamer Condor konstruktéra Paula B. MacCreadyho.

## Technické údaje
- Rozpětí: 17,7 m
- Plocha křídla: 23,4 m²
- Délka: 10.36 (GC 9,14 m)
- Výška: 4,88 m (GC 5,49 m)
- Průměry vrtulí: 2 m (později zvětšeno na 2,25 m)
- Hmotnost (prázdná): 97 kg
- Hmotnost (maximální): 220 kg